# Сборная России по регбилиг
Сборная России по регбилиг — национальная сборная команда, представляющая Россию на международных турнирах по регбилиг. Управляется Федерацией регбилиг России. 
Образована в 1991 году, проведя первые неофициальные матчи против британских клубов «Йорк» и «Фулхэм». В 2004 году Россия стала полноправным членом Международной федерации регбилиг. 
Единственный раз в своей истории Россия участвовала в чемпионате мира 2000 года, не преодолев групповой этап. В Европе сборная выступает более успешно: сборная России — двукратный победитель Европейского щита регбилиг (2010 и 2012).

## История
Сборная России под именем «Русские медведи» (англ. Russian Bears) появилась в 1991 году и провела первые матчи против английских клубов «Йорк Уоспс» и «Фулхэм». Первую официальную игру команда провела в 1991 году против Франции на Стад-Жорж-Ливе в Вийёрбане 27 октября 1991, проиграв 26:6. Позднее «Медведи» совершили турне в ЮАР, проведя три матча против ЮАР. В 1993 году Россия провела повторную игру против Франции в Москве, но снова проиграла со счётом 30:14. В 1994 году сборная России обыграла сборную США (более известную как «Американские Томагавки») в Сан-Франциско, добившись первой в истории победы. В 1995 году Россия приняла участие в Турнире развивающихся наций регбилиг, выиграв только один матч против той же сборной США (28:26). До 1998 года сборная не созывалась, пока в Москве не прошёл молодёжный турнир.
В 2000 году сборная снова собралась для участия в чемпионате мира, сыграв с Францией контрольный матч. Для более успешной игры в сборную были призваны многочисленные регбисты из чемпионата Австралии с русскими корнями. Лидером и капитаном той команды был Ян Рубин, уроженец Одессы. В финальной части чемпионата мира сборная России попала в группу с «тяжеловесами» регбилиг: Англией, Австралией и Фиджи. Все три матча сборная России проиграла: если опытным фиджийцам россияне навязали какую-то борьбу (38:12), то против Англии и Австралии «медведи» были бессильны, проиграв Австралии 110:4 и тем самым потерпев крупнейшее поражение в истории. Однако сам факт участия сборной в престижнейшем турнире мира по регбилиг стал достижением.
В 2002 году в Москве прошёл первый тест-матч по регбилиг, показанный по телевидению: сборная России без особых проблем разгромила команду США со счётом 54:10 на глазах у 25 тысяч зрителей. В 2003 году провела матч против Уэльса в рамках чемпионата Европы (поражение 4:74). В 2004 году отправилась в турне в Новую Зеландию, сыграв 4 матча на Южном острове. В 2006 и 2007 годах команда участвовала в отборочном турнире к чемпионату мира 2008 года, однако потерпела неудачу в отборочной кампании. В 2008 году сборная дебютировала в чемпионатах Европы, начав с четвёртого яруса Европейского вызова, выиграв у Сербии и Ливана и одержав победу. Спустя два года победа досталась «медведям» и в Европейском щите регбилиг (второй ярус чемпионата Европы) после побед над Украиной и Латвией.
Очередная попытка выйти на чемпионат мира 2013 года закончилась неудачей для «медведей»: они обыграли только Сербию, проиграв неожиданно команде Ливана и не справившись с вышедшими на чемпионат мира игроками сборной Италии. Однако в сезоне 2012/2013 сборная России добилась очередной победы в Европейском щите, завоевав его после пяти побед и проиграв только матч Италии (Германии было засчитано техническое поражение). В 2017 году Россия вышла в последний раунд квалификации на чемпионат мира, но проиграла решающую встречу Италии 76:0.
По итогам турнира, прошедшего в октябре — ноябре 2018 года, Россия с Испанией вышла в финальный раунд отбора на чемпионат мира по регбилиг 2021 года, обойдя сборную Сербии, и попала в одну группу с командами Шотландии и Греции. Однако в августе 2019 года поступило сообщение, что Россию заменит Сербия в финальном этапе: прямо Европейская федерация регбилиг не указывала причину снятия России, хотя сербская пресса утверждает, что в матчах отбора за Россию выступали граждане Австралии, доказательства о русских корнях которых не были своевременно предоставлены Европейской федерации регбилиг.
Последние на текущий момент (2025 год) матчи сборная России по регбилиг провела в октябре 2021 года против Сербии (3 октября, поражение 10:66) и Украины (6 октября, поражение 18:96).

## Состав
Игроки, вызванные на матч против Италии 29 июля 2013.
1. Максим Сучков
2. Рустам Буланов
3. Игорь Чуприн
4. Алексей Михайлов
5. Дмитрий Братко
6. Александр Лысоконь
7. Эдуард Ососков
8. Константин Рощин
9. Владимир Власюк
10. Анатолий Григорьев
11. Вадим Федчук
12. Григорий Есин
13. Кирилл Нечаев
14. Денис Чуприн
15. Сергей Белявский
16. Алексей Николаев
17. Андрей Севостьянов

## Некоторые игроки сборной-легионеры
- Сэмюэль Обст
- Сандор Эрл
- Шеннон Макферсон
- Ян Рубин
- Дин Рыско
- Роман Овчинников
- Джоэл Руллис
- Роберт Кэмпбелл
- Сэм Уайт